# Demigod
Demigod je album polské death metalové kapely Behemoth vydané v roce 2004. Na albu hostuje v písni Xul kytarista skupiny Nile Karl Sanders. Je to první album, na němž kapela hraje velmi tvrdý a technický death metal.

## Seznam písní
1. „Sculpting the Throne ov Seth“ (Behemoth, Nergal, Seth) – 4:41
2. „Demigod“ (Behemoth, Nergal) – 3:31
3. „Conquer All“ (Behemoth, Nergal) – 3:29
4. „The Nephilim Rising“ (Azarewicz, Behemoth, Nergal) – 4:20
5. „Towards Babylon“ (Behemoth, Nergal) – 3:21
6. „Before the Æons Came“ (Behemoth, Nergal, Swinburne) – 2:58
7. „Mysterium Coniunctionis (Hermanubis)“ (Azarewicz, Behemoth, Nergal) – 3:40
8. „Xul“ (Behemoth, Nergal, Sanders) – 3:11
9. „Slaves Shall Serve“ (Azarewicz, Behemoth, Nergal) – 3:04
10. „The Reign ov Shemu-Hor“ – (Behemoth, Nergal) – 8:26

## Obsazení
- Adam "Nergal" Darski – kytara, zpěv
- Zbigniew Robert "Inferno" Promiński – bicí
- Tomasz "Orion" Wróblewski – baskytara
- Patryk Dominik "Seth" Sztyber – kytara, doprovodný zpěv
- Karl Sanders (host) – kytarové sólo v písni Xul